# Luciano Guaycochea
Luciano Guaycochea (Santa Rosa, 24 aprile 1992) è un calciatore argentino, centrocampista del Perak.

## Carriera
Ha giocato nella massima serie venezuelana, in quella colombiana e in quella boliviana e nella seconda divisione argentina.

## Statistiche

### Presenze e reti nei club
Statistiche aggiornate al 15 giugno 2022.
| Stagione                 | Squadra                  | Campionato               | Campionato | Campionato | Coppe nazionali | Coppe nazionali | Coppe nazionali | Coppe continentali | Coppe continentali | Coppe continentali | Altre coppe | Altre coppe | Altre coppe | Totale | Totale |
| Stagione                 | Squadra                  | Comp                     | Pres       | Reti       | Comp            | Pres            | Reti            | Comp               | Pres               | Reti               | Comp        | Pres        | Reti        | Pres   | Reti   |
| ------------------------ | ------------------------ | ------------------------ | ---------- | ---------- | --------------- | --------------- | --------------- | ------------------ | ------------------ | ------------------ | ----------- | ----------- | ----------- | ------ | ------ |
| 2013-gen. 2014           | Akhisar Belediyespor     | SL                       | 0          | 0          | CT              | 3               | 1               |                    | -                  | -                  |             | -           | -           | 3      | 1      |
| gen.-giu. 2014           | Tavşanlı Linyitspor      | 1L                       | 15         | 1          | CT              | -               | -               |                    | -                  | -                  |             | -           | -           | 15     | 1      |
| 2014                     | Belgrano (LP)            | TFA                      | 0          | 0          |                 | -               | -               |                    | -                  | -                  |             | -           | -           | 0      | 0      |
| 2015                     | Belgrano (LP)            | TFA                      | 25         | 7          |                 | -               | -               |                    | -                  | -                  |             | -           | -           | 25     | 7      |
| Totale Belgrano (LP)     | Totale Belgrano (LP)     | Totale Belgrano (LP)     | 25         | 7          |                 | -               | -               |                    | -                  | -                  |             | -           | -           | 25     | 7      |
| 2016                     | Zulia                    | PD                       | 40         | 7          | CV              | 7               | 0               |                    | -                  | -                  |             | -           | -           | 47     | 7      |
| gen.-lug. 2017           | Zulia                    | PD                       | 11         | 4          | CV              | 0               | 0               | CL                 | 4                  | 0                  |             | -           | -           | 15     | 4      |
| Totale Zulia             | Totale Zulia             | Totale Zulia             | 51         | 11         |                 | 7               | 0               |                    | 4                  | 0                  |             | -           | -           | 62     | 11     |
| lug.-dic. 2017           | Cúcuta Deportivo         | B                        | 12         | 2          | CC              | 0               | 0               |                    | -                  | -                  |             | -           | -           | 12     | 2      |
| 2018                     | Cúcuta Deportivo         | B                        | 19         | 4          | CC              | 6               | 0               |                    | -                  | -                  |             | -           | -           | 25     | 4      |
| Totale Cúcuta Deportivo  | Totale Cúcuta Deportivo  | Totale Cúcuta Deportivo  | 31         | 6          |                 | 6               | 0               |                    | -                  | -                  |             | -           | -           | 37     | 6      |
| 2019                     | Alianza Petrolera        | A                        | 22         | 2          | CC              | 2               | 0               |                    | -                  | -                  |             | -           | -           | 24     | 2      |
| gen.-lug. 2020           | Alianza Petrolera        | A                        | 0          | 0          | CC              | 0               | 0               |                    | -                  | -                  |             | -           | -           | 0      | 0      |
| Totale Alianza Petrolera | Totale Alianza Petrolera | Totale Alianza Petrolera | 22         | 2          |                 | 2               | 0               |                    | -                  | -                  |             | -           | -           | 24     | 2      |
| 2020-2021                | Deportivo Morón          | PBN                      | 9          | 1          |                 | -               | -               |                    | -                  | -                  |             | -           | -           | 9      | 1      |
| 2021                     | Deportivo Morón          | PBN                      | 28         | 4          |                 | -               | -               |                    | -                  | -                  |             | -           | -           | 28     | 4      |
| Totale Dep. Morón        | Totale Dep. Morón        | Totale Dep. Morón        | 37         | 4          |                 | -               | -               |                    | -                  | -                  |             | -           | -           | 37     | 4      |
| gen.-giu. 2022           | Oriente Petrolero        | PD                       | 13         | 2          |                 | -               | -               | CS                 | 7                  | 1                  |             | -           | -           | 20     | 3      |
| Totale carriera          | Totale carriera          | Totale carriera          | 194        | 34         |                 | 18              | 1               |                    | 11                 | 1                  |             | -           | -           | 223    | 36     |

## Palmarès

### Club

#### Competizioni nazionali
- Copa Venezuela: 1

Zulia: 2016
- Categoría Primera B: 1

Cúcuta Deportivo: 2018